# Charles Tulasne
Charles Tulasne fue un micólogo, botánico y médico francés ( * 5 de septiembre de 1816 , Langeais - 28 de agosto de 1884 , Hyères.)

## Biografía
Recibe su doctorado de Medicina en 1840, y ejerce la profesión en París hasta 1854. A partir de allí, trabaja con su hermano mayor Edmond Tulasne (1815-1885) en el dominio de la Micología.
Además de sus trabajos sobre la clasificación y el estudio de las setas, los dos hermanos publican numerosas publicaciones científicas. Charles Tulasne será conocido por sus excelentes ilustraciones, especialmente las aparecidas en Selecta Fungorum Carpología en tres vols. Además de la calidad de su producción, a Charles Tulasne se lo calificó como el Audubon de los champiñones.

## Fuente
Traducción de los Arts. en lengua inglesa y francesa